# Стаховичи
Стаховичи (пол. Stachowicz) — дворянский род.

## История рода
Род происходил от Андрея Стаховича, бывшего в 1691 году сотником городнянским в Черниговском полку.
Род Стахович внесен в I часть родословных книг Полтавской, Черниговской, Московской и Орловской губерний.
Родоначальником орловской ветви стал правнук Андрея Стаховича Александр Иванович Стахович (1794—1871), офицер гвардейской артиллерии и ветеран наполеоновских войн, в 1818 году женившийся на Надежде Михайловне Перваго (1803—1838) — дочери елецкого столбового дворянина М. В. Перваго, первого владельца имения Пальна, которая с тех пор перешла к роду Стаховичей. Его сыновья — Михаил и Александр Стаховичи. Потомки Александра Александровича Стаховича играли видную роль в истории орловского края.
Семья Стаховичей более полувека поддерживала старинное близкое знакомство со Л. Н. Толстым и его окружением. А Л. Н. Толстой посвятил Михаилу Александровичу Стаховичу повесть «Холстомер» о знаменитом мерине, лучшем орловском рысаке с трагической судьбой, введя сноску: «Сюжет был задуман М. А. Стаховичем, автором „Ночного“ и „Наездников“, и предан автору Алексеем Александровичем Стаховичем». Также Стаховичи дружили с Репиным, Станиславским, Ге и другими.

## Описание герба
В зелёном (голубом) поле золотые стрела и меч, опрокинутые в андреевский крест (и сопровождаемые сверху золотым кавалерским крестом). Нашлемник: три страусовых пера (два знамени: красное и зелёное).